# Гебриан, Жан-Батист Бюд
Жан-Бати́ст Бюд де Гебриа́н (фр. Jean-Baptiste Budes de Guébriant; 2 февраля 1602, замок Плесси-Бюд (Сен-Каррёк) — 24 ноября 1643, Ротвейль) — французский военачальник, маршал Франции.

## Биография
Происходил из того же дома, что и Сильвестр Бюд, сподвижник коннетабля Дюгеклена.
Младший сын Шарля Бюда (ум. 1619), барона де Сасе и де Гебриана, и Анны де Катрево-Бюд.
Воспитывался в иезуитском коллеже Ла Флеш, затем был отправлен дядей Жаном де Ла Курбом в Голландию учиться военному делу. Принимал участие в нескольких походах войск Ришельё против гугенотов Лангедока, служил в полку Плесси Бюа, участвовал в осаде Алета.
После дуэли, в которой он был секундантом Рене Криспен дю Бека, сына маркиза де Варда, Гебриан в 1626 году был вынужден бежать в Венецию, но его дядя через некоторое время смог добиться у короля прощения. 24 января 1630 получил роту своего дяди в Пьемонтском полку, в том же году в ходе войны за Мантуанское наследство участвовал с ней в осаде Вигано, где был ранен мушкетной пулей в правую щеку. Поскольку он в этот момент разговаривал, пуля вылетела через рот, повредив лишь мягкие ткани. Тем не менее, рана полностью так и не зажила, и Гебриану приходилось постоянно носить пластырь.
12 марта 1631 получил роту Французской гвардии, после отставки маркиза Вианте. До 1635 года сопровождал короля во всех поездках по Франции и в Лотарингию.

## Кампания 1635 года
С началом франко-испанской войны и вступлением Франции в Тридцатилетнюю войну в 1635 году был направлен в составе армии кардинала де Ла Валетта в Германию, с заданием привести 12 тыс. человек на помощь Бернгарду Саксен-Веймарскому. В этом походе Гебриан командовал 12 ротами гвардейцев.
11 августа при штурме Бингена Гебриан возглавлял батальон из шести рот гвардейцев. 24 августа войска переправились через Рейн у Майнца, соединились с веймарцами, и 21 сентября выступили на Сент-Авольд, имея в авангарде части виконта Тюренна. По пути они разбили восемь имперских полков генерала Коллоредо (4 тыс. венгерской и немецкой кавалерии) у Мессенхейма. Гебриан командовал одним из батальонов авангарда. 27-го состоялось ещё одно сражение с войсками Маттиаса Галласа (девять имперских полков и шесть полков кроатов и драгунов), пытавшимися отрезать франко-веймарцам пути отступления и атаковавшими из засады у моста Буле. В этом бою Гебриан командовал сводным отрядом из 400 мушкетёров, и отличился в бою, орудуя саблей и эскопетом.

## Кампания 1636 года
В 1636 году испанская армия принца Томаса Кариньянского, Иоганна фон Верта и Оттавио Пикколомини перешла в наступление в Пикардии; после сдачи нескольких крепостей, комендантов которых Ришельё за трусость приговорил к смерти, Гебриан 6 июля получил приказ с 6 тыс. человек удерживать городок Гиз, рассматривавшийся как последняя ключевая позиция. Противник подступил к городу 13-го, и через три дня потребовал сдачи, угрожая 25 орудиями, расположенными перед городом на равнине Рюку. Твёрдость ответа Гебриана, посоветовавшего принцу сначала попробовать разбить тридцать саженей крепостных стен, а потом идти на штурм, заставила последнего убраться в тот же день. В сентябре Гебриан выступил из города с отрядом, заманил в засаду испанского капитана Лорме, за голову которого Ришельё назначил 2 тыс. пистолей, и взял его в плен.

## Кампания 1637 года
Вызванный к королю, он 1 апреля 1637 был произведён в лагерные маршалы, и получил приказ отправиться под начало герцога де Рогана в Вальтеллину. После заключения договора между Граубюнденом и императором французам пришлось эвакуировать долину. 4 мая армия была направлена в Италию на помощь герцогу Савойскому, но, поскольку Роган не хотел подчиняться командовавшему там маршалу Креки, 28-го поступил новый приказ, и часть войск выступила во Франш-Конте, на соединение с армией герцога де Лонгвиля. В Женеве Роган взял длительный отпуск по болезни, и армию возглавил Гебриан. Выступив из Же 23 июня с тремя тысячами пехоты, и пятьюстами всадниками, он серией последовательных ударов брал все города на пути следования, и 17 августа соединился с войсками Лонгвиля.
Герцог де Лонгвиль имел 6 тыс. пехоты и 4 тыс. кавалерии и задание провести диверсию во Франш-Конте, чтобы облегчить действия кардинала Ла Валетта во Фландрии и Бернгарда Саксен-Веймарского в Германии. В соответствии с приказом Ришельё, Гебриан вошёл в подчинение Лонгвиля.
31 августа они взяли штурмом Блеттеран, цитадель сдалась 3 сентября. Когда армия была распущена на зимние квартиры, Гебриан 26 ноября был вызван ко двору.

## Кампания 1638 года
4 февраля ему было поручено командование в бальяжах Бассиньи, Лангр и Шомон во Франш-Конте, но, по прибытии туда, выяснилось, что войск для активных действий недостаточно. 13 марта он был направлен на усиление армии Бернгарда с отрядом, набранным в районе Туля. 3 мая Гебриан соединился с немецкими наёмниками у Нойбурга, приведя 2500 человек и иностранный кавалерийский полк Шмидтберга (тысяча немцев). Общая численность франко-вемарских войск составила 15 900 чел., при 25 орудиях большого и малого калибра.
Через несколько дней Гебриан помог веймарцам отбросить генерала Галласа обратно за Рейн, а затем закрепился между Рейном и Майном. Вместе с Бернгардом он заставил имперцев снять осаду Майнца, а затем содействовал ему в блестящем отходе к Мецу и последующей кампании, где Саксен-Веймар победил в восьми сражениях и взял три крепости, имевшие репутацию неприступных.
1 июня Бернгард и Гебриан осадили Брайзах, первоклассную крепость, прикрывавшую один из основных маршрутов вторжения в Германию. 10 августа они победили фельдмаршала Гёца и генерала Савелли, захватили конвой, который имперцы пытались ввести в город, убили 500 человек, взяли 1200 пленных, 11 орудий, 2 мортиры, 56 значков и знамён. Гебриан содействовал виконту де Тюренну, отразившему 24 октября Гёца и Ламбуа, атаковавших оборонительные линии. В сражении, длившемся весь день, имперцы потеряли три тысячи человек. 19 декабря Саксен-Веймар взял Брайзах, к великому огорчению императора, потерявшего, по его словам, «одну из драгоценнейших жемчужин своей короны».

## Кампания 1639 года
Ришельё, опасавшийся, что Бернгард оставит занятые территории за собой, поручил Гебриану добиться от него письменного обязательства сохранять оккупированные земли от имени короля. В кампанию 1639 года 10 января был подчинён Ландскрон, 14-го долина Мортау, 16-го город Мортау, 25-го сдался Понтарлье, 14 февраля Нозеруа, 19-го Шатовилен, 20-го Монфокон. Кампания, разворачивавшаяся под наблюдением Ришельё, была прервана неожиданной смертью Бернгарда в Нойбурге 16 июля. Свою армию и знаменитого боевого коня Ворона он завещал Гебриану, предпочтя его в качестве командира ученикам Густава Адольфа.
Приняв на французскую службу веймарские банды, и приведя их 22 октября к присяге королю, Гебриан обрушился на Нижний Пфальц, захватив несколько городов, поставил французский гарнизон в Брайзахе и 28 декабря занял переправу через Рейн у Бахараха. Перейдя Рейн, он соединился с войсками фельдмаршала Юхана Банера, к которому вошёл в подчинение, как к главнокомандующему коалиционными силами в Германии. Главнокомандующим французской армией в Германии был назначен герцог де Лонгвиль. 23 января веймарцы расположились на зимних квартирах в Веттерау.

## Кампания 1640 года

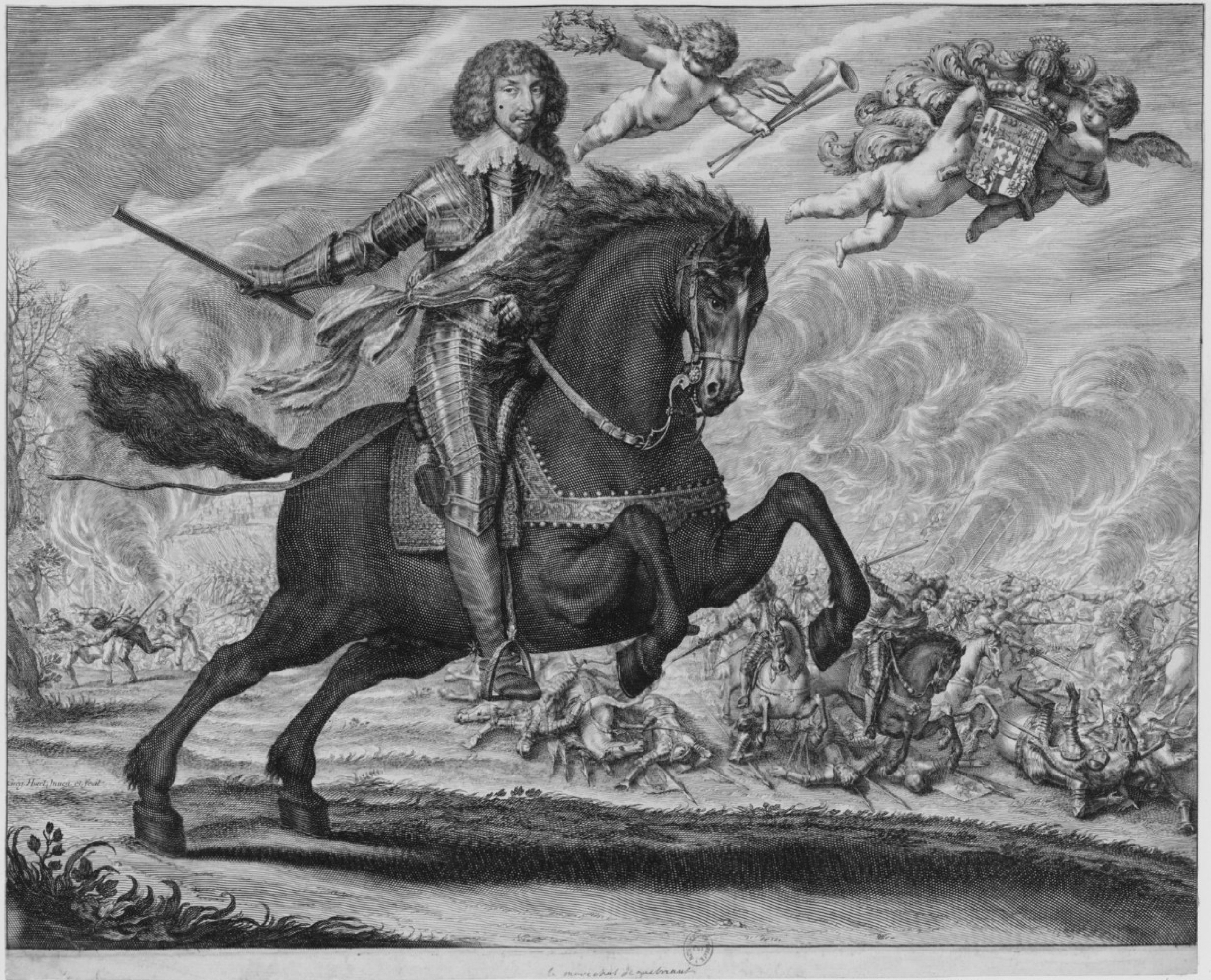
Конный портрет маршала де Гебриана. Грегори Юре, 1643

2 января Гебриан получил под командование пехотный полк, а 20 марта — немецкий драгунский полк.
В марте испанский генерал Хуан Верруго, командовавший во Франкентале и Нижнем Пфальце, осадил Бинген. Гебриан поспешил на помощь городу, переправился через Рейн под огнём орудий противника, и 22 марта нанёс ему поражение; испанец бежал, бросив в реку пушки и мортиры.
Пользуясь болезнью Лонгвиля, Банер пытался переманить веймарцев в свою армию, находившуюся на шведской службе, но на 9/10 состоявшую из немцев. Интриги шведского фельдмаршала и его попытки подорвать авторитет французского короля привели к натянутым отношениям между союзниками.
Под давлением имперцев Банер покинул Богемию. В мае французские, гессенские, люнебургские и шведские войска встретились у Эрфурта, образовав внушительную силу в 80 эскадронов и 23 батальона (32 тысячи человек). 18 мая союзники подошли к позициям имперско-баварской армии эрцгерцога Леопольда, Пикколомини и Мерси у Заальфельда, простояли там до 12 июня, но, вопреки желанию младших командиров, Торстенсона и Гебриана, так и не решились дать сражение.
Подстрекаемые шведами, веймарцы хотели разорвать договор с Францией, но Гебриану удалось их переубедить, и 17 августа армия принесла присягу Лонгвилю.
21 августа Гебриан отличился при штурме имперских позиций на высотах у Фрицлара, затем в деле у Вильдунгена в графстве Вальдек. Лонгвиль из-за тяжёлой болезни 26 сентября сдал командование Гебриану, который, несмотря на свой невысокий чин, оказался командующим всеми франко-веймарскими войсками, фактически став генерал-лейтенантом армий короля в Германии.
Имперцы пытались закрепиться на Везере, где навели мост, но Банер и Гебриан нанесли им поражение, уничтожили переправу и обеспечили контроль над Брауншвейгом.

## Кампания 1641 года
Узнав об окружении Банера в Богемии превосходящими силами противника, Гебриан двинулся ему на помощь. Форсированным маршем через горы, где солдаты шли по колено в снегу, он вышел к Цвиккау, куда 29 марта подошёл Банер, сумевший прорваться из Богемии. Союзники планировали атаковать Регенсбург, где заседал рейхстаг, но ледоход, начавшийся на Дунае, сделал переправу невозможной. 10 мая шведский командующий умер, оставив, по примеру Саксен-Веймара, своих наёмников Гебриану.
Временно объединив командование своими и шведскими войсками, Гебриан 18 мая разбил имперцев у Вейсенфельса, 29 июня нанёс им крупное поражение у Вольфенбюттеля, положив 2 тыс. человек и взяв 45 знамён и штандартов, а 24 августа заставил Пикколомини снять осаду Гёттингена.
12 октября произведён в генерал-лейтенанты; по словам Франсуа Пинара, 15-го был пожалован в рыцари ордена Святого Духа, который ему не успели вручить. В «Каталоге рыцарей, командоров и офицеров ордена Святого Духа», содержащем списки представленных к ордену, но не получивших его, имя Гебриана отсутствует.
3 декабря отделился от шведов, направившись вместе с гессенцами в Вестфалию, расположившись на зимних квартирах в Юлихе.

## Кампания 1642 года
Получив известия о сосредоточении крупных имперских сил, Гебриан в январе быстро собрал свои войска, 12-го соединился с гессенцами на Везеле, 16-го занял Ординген, а на следующий день нанёс противнику сокрушительное поражение в сражении при Кемпене, уничтожив 2 тысяч человек, взяв в плен 5 тысяч, генералов Мерси, Ламбуа и Ладрона, артиллерию, обоз и 160 знамён.
За эту победу 22 марта он получил маршальский жезл; в том же году получил титул графа. Несмотря на довольно внушительные успехи, положение французов в Германии оставалось весьма шатким, так как их армия, собранная из подонков всех национальностей, была малодисциплинированной и ненадёжной.
До осени Гебриан занимался покорением Вестфалии, а в ноябре направился на помощь Торстенсону, уничтожившему имперскую армию эрцгерцога Леопольда и Пикколомини во втором сражении при Брейтенфельде и осадившему Лейпциг, но понёсшему большие потери и опасавшемуся контрудара фон Верта, сосредоточившего крупные силы между Кёльном и Франкфуртом.
26 ноября Гебриан прибыл в Мюльхаузен, откуда послал на помощь шведам 2-тыс. отряд. 5 декабря Лейпциг сдался; полководцы встретились в Бутстедте, и Торстенсон пытался убедить союзника идти вместе с ним в Богемию. Это противоречило указаниям короля и могло привести к полному развалу армии, поэтому Гебриан отказался, и вернулся зимовать в Брейсгау.

## Кампания 1643 года. Смерть маршала
В кампанию 1643 года Гебриан командовал обсервационной армией, помешавшей численно превосходящим баварской и лотарингской армиям прийти на помощь Тионвилю, осаждённому герцогом Энгиенским. Город пал 10 августа; в свою очередь, герцог послал на усиление Гебриана отряды графа Ранцау.
8 ноября маршал осадил Ротвайль. 17 ноября ядром трёхфунтового фальконета ему разорвало правый локоть. Руку пришлось ампутировать, но заражение привело к гангрене. 19 ноября войска пошли на штурм. Гебриана внесли в капитулировавший город, и бургомистр положил ключи на ложе умирающего. 24 ноября маршал умер, завещав Ворона королю, с просьбой поместить его в главной конюшне и хорошо о нём заботиться. Это пожелание было исполнено.
В тот же день граф Ранцау, принявший командование франко-веймарцами, потерпел сокрушительное поражение при Тутлингене от Франца фон Мерси, возглавившего баварские войска. Ранцау и многие офицеры попали в плен, а армия рассеялась.

## Погребение
5 декабря La Gazette Теофраста Ренодо сообщила парижанам печальное известие о смерти полководца, ставшей третьей крупной потерей после кончины Ришельё и короля Людовика. 24-го тело было доставлено в столицу и 8 июня, по примеру останков Дюгеклена, погребено в соборе Нотр-Дам со всей возможной пышностью, в присутствии королевы-матери Анны Австрийской, двора и огромного скопления народа. Речь, произнесённая Никола Грийе, епископом Юзеса, в том же году вышла отдельным изданием.
Вдова утвердила план мавзолея маршала, но, будучи занята выполнением важных дипломатических поручений, к моменту своей смерти в 1659 году ещё не успела закончить строительство. В конце XVIII века собор был осквернён революционерами, могила разграблена, останки выброшены, а надгробие разбито. В ходе реставрации храма на его место поместили кенотаф современной работы с изображением графа и графини де Гебриан.

## Последствия
Известия о катастрофе при Туттлингене были доставлены Мазарини курьерами уже через несколько дней. Под угрозой оказались результаты восьми лет тяжёлой войны в Эльзасе, Лотарингии и на Рейне. Развивая успех, фон Мерси занял Фрайбург. Кардинал немедленно отозвал виконта де Тюренна с итальянского театра, и, назначив его маршалом, направил в Германию. Тюренн собрал под свои знамёна рассеявшиеся веймарские банды, и, соединившись с Конде, в начале августа 1644, после нескольких дней ожесточённого сражения, ставшего самой кровопролитной битвой Тридцатилетней войны, выбил Мерси из Фрайбурга, преследовал баварцев до низовьев Дуная, где к 10-му окончательно разгромил.
После этого Конде убедил Мазарини осуществить превосходный замысел Гебриана — двинуть две армии вниз по берегам Рейна при поддержке артиллерии, поставленной на речные транспорты. В ходе победоносной кампании французы взяли Филиппсбург, Ландау, Майнц, Шпейер и Вормс, овладев средним течением Рейна и надёжно прикрыв Эльзас и Лотарингию.
Анри Мартен подводит итоги деятельности Гебриана следующими словами:

Этот блестящий генерал, проявивший способности высшего разряда и всех видов в германской войне, столь трудной и неблагодарной, где надо было непрерывно договариваться и действовать с требовательными и подозрительными союзниками, совершать форсированные марши через обширную, лежащую в руинах страну, удерживать вместе немцев, всегда готовых к мятежу, и французов, всегда готовых дезертировать, поскольку воевать приходилось в опустошённых зарейнских землях.— Martin H. Histoire de France. T. XIV, p. 20

## Семья
Жена (21.03.1632): Рене Креспен дю Бек (ум. 2.09.1659), «маршальша де Гебриан», дама-посол Франции при дворе Владислава IV, дочь Рене I Креспен дю Бека, маркиза де Варда, и Элен д’О. Брак бездетный